# Dreameye
 (novembre 2019).
Si vous disposez d'ouvrages ou d'articles de référence ou si vous connaissez des sites web de qualité traitant du thème abordé ici, merci de compléter l'article en donnant les références utiles à sa vérifiabilité et en les liant à la section « Notes et références ».
Le Dreameye  est un appareil photographique numérique compatible avec la console de jeu Dreamcast. Sorti uniquement au Japon en 2000, il est conçu pour être utilisé comme une webcam et caméra numérique. Des plans envisageaient d'impliquer le Dreameye avec différents jeux.
Les fonctionnalités Dreameye sont absentes des versions non-japonaise des jeux compatibles. Le Dreameye peut être considéré comme la première utilisation d'un appareil photo numérique sur une console de jeux vidéo de salon.